# Fijistorfotshöna
Fijistorfotshöna (Megapodius amissus) är en förhistorisk utdöd fågel i familjen storfotshöns inom ordningen hönsfåglar. 

## Tidigare förekomst och utdöende
Fågeln är känd från subfossila benlämningar funna 1998 i Uditgrottan vid Wainibuku på Viti Levu, Fiji. Typexemplaret förvaras i Museum of New Zealand. Den dog troligen ut på grund av jakt efter att Fijiöarna koloniserades.

## Kännetecken
Fijistorfotshönan var ungefär lika stor eller möjligen lite större än den nu levande orangefotade storfotshönan, men hade förminskade vingar och kraftigare ben, vilket tyder på att den var nästan eller fullt flygoförmögen.